# Обожаватељка
Обожаватељка (шп. La fan) америчка је теленовела, продукцијске куће Телемундо, снимана 2017. Серија се приказује на кабловском каналу AXN у Србији.

## Радња
Валентина Перез, коју пријатељи зову Вале, једноставна је, радосна и скромна жена, обожаватељка глумца и председница фан-клуба Лукаса Дуартеа, највећег заводника из света теленовела. Њихови животни путеви укрстили су се захваљујући судбини, срећи, магији... Како год. Вале је налетела на свог идола, обучена у костим џиновске пице – док она верује да му је спасла живот, он луди јер је у ствари успела да уништи снимање важне сцене за његову нову теленовелу. То је био њихов први, али не и једини сусрет. Наиме, Лукасовом менаџеру Габријелу синула је идеја да организује наградну игру за Дуартеове обожаватељке, унапред знајући да ће свим учесницама помрсити конце тако да победница буде управо Валентина.
Лукасова најватренија обожаватељка добила је прилику да оде на ручак са својим идолом. И да му, овог пута заиста, спаси живот. Захвалан што је постала његов анђео чувар, славни глумац запошљава је као своју личну асистенткињу. Тада у ствари почињу да падају све маске – Валентина схвата да њена платонска љубав уопште није савршен мушкарац. Постаје свесна његових хирова, мана и грешака. Но, то је не спречава да га сваким даном воли све више.
С друге стране, како време одмиче, и он почиње да се заљубљује у њу, фасциниран њеном врцавошћу, добродушношћу и харизмом. Међутим, оно што је почело као слатка љубавна прича могло би имати горак крај. Наиме, Лукас је отац малог Томаса, сина Валентинине покојне пријатељице Лусије. Не знајући то, Вале свим срцем воли човека кога истовремено мрзи из дна душе, јер је оставио њену пријатељицу кад је сазнао да је трудна. Кад спозна истину, Лукасова најватренија обожаватељка биће растрзана између љубави и горчине, а ствари ће постати још компликованије кад на сцену ступи њена највећа ривалка: Дуартеова љубоморна и посесивна девојка Салма.

## Глумачка постава

### Главне улоге
| Глумац:             | Улога:          |
| ------------------- | --------------- |
| Анхелика Вале       | Валентина Перез |
| Хуан Пабло Еспиноса | Лукас Дуарте    |
| Скарлет Ортиз       | Салма Белтран   |

### Споредне улоге
| Глумац:               | Улога:                 |
| --------------------- | ---------------------- |
| Химена Дуке           | Адријана Субисарета    |
| Ђонатан Ислас         | Дијего                 |
| Габријел Порас        | Габријел Бустаманте    |
| Мигел Варони          | Џастин Кејс, „Режисер“ |
| Емануел Перез         | Томас Дуарте           |
| Хорхе Едуардо Гарсија | Родриго Белтран        |
| Омар Херменос         | Карлос Субисарета      |
| Елси Рејес            | Фелиситас              |
| Бегоња Нарваез        | Џесика                 |
| Глорија Пералта       | Елоиса                 |
| Лорена де ла Гарза    | Наталија               |
| Хосет Видал           | Миријам                |
| Марица Бустаманте     | Лусија                 |
| Габријел Роси         | Мигел                  |
| Силвана Аријас        | Барбара                |
| Пабло Азар            | Бенесио                |
| Марио Еспитија        | Агустин Петерлини      |
| Фреди Флорез          | Боб                    |
| Фернандо Пасанинс     | Каризо                 |
| Роберто Плантијер     | Дамијан                |